# برده‌داری در پرتغال
برده‌داری در پرتغال (انگلیسی: Slavery in Portugal) قبل از شکل‌گیری این کشور شکل گرفت. برده‌داری در دوره عصر کلاسیک یک نهاد اقتصادی و اجتماعی بزرگ در اروپا بود که اطلاعات زیادی در زمان یونانیان و رومیان که یک نوع تجارت بزرگ شناخته می‌شد در دست است. روم در قرن ۲ قبل از میلاد پرتغال را به امپراطوری خود ضمیمه کرد. در آن زمان پرتغال استانی در لویستیانا بود، بعدها نام پادشاهی پرتغال در دوره روم و بعد از روم از پرتوکال گرفته شده، که نام روستایی در دهانه رودخانه دوور می‌باشد. جزئیات برده‌داری در روم پرتغال به خوبی شناخته نشده‌است. با این حال، چندین نوع برده‌داری، از جمله برده‌داری در معادن و خدمتکاران خانگی وجود داشت.

## تاریخچه
در دوره پیش از استقلال ساکنان قلمرو فعلی پرتغال اغلب یا برده بودند یا دیگران را به بردگی می‌گرفتند. پس از استقلال، در زمان پادشاهی پرتغال، کشور نقش اصلی در تجارت برده اقیانوس اطلس را داشت، که تجارت و حمل و نقل انبوه برده‌ها را از آفریقا و سایر نقاط جهان به قاره آمریکا انجام می‌داد. برده‌داری در سال ۱۷۶۱ توسط مارکی پومبال در پرتغال لغو شد. پس از لغو برده‌داری در پرتغال، تجار برده پرتغالی به‌سراغ مشتری در سایر کشورها که در آن برده‌داری لغو نشده بود نظیر ایالات متحده آمریکا، می‌رفتند.
پس از اینکه در سال ۱۵۴۳ پرتغال اولین ارتباط را با ژاپن برقرار کرد، تجارت گسترده برده (از آنجا) شروع شد، بدین‌ترتیب که در قرون شانزدهم و هفدهم تجار پرتغالی، ژاپنی‌ها را به عنوان برده در ژاپن خریداری کرده و آنها را به نقاط مختلف خارج از این کشور از جمله پرتغال منتقل کرده و می‌فروختند. اسناد بسیاری وجود دارد که در آنها از تجارت برده‌داری بزرگ، همراه با تظاهرات علیه بردگی ژاپنی‌ها ذکر شده‌است. برده‌های ژاپنی معتقدند که نخستین ژاپنی‌هائی هستند که خود را به اروپا رسانده‌اند. کلیسا در سال ۱۵۵۵ عنوان کرد که پرتغالی‌ها تعداد زیادی از دختران برده ژاپنی را برای اهداف جنسی به پرتغال فرستاده‌اند. تجارت برده از ژاپن بسرعت رو به گسترش بود، پادشاه سباستین از ترس اینکه این موضوع اثر منفی روی سکولاریزاسیون کاتولیک بگذارد، در سال ۱۵۷۱ دستور داد که این تجارت ممنوع گردد.